# Mark Carew
Marcus „Mark” Carew (ur. 3 września 1954) – australijski judoka. Olimpijczyk z Moskwy 1980, gdzie zajął dziewiętnaste miejsce w wadze średniej.
Uczestnik mistrzostw świata w 1979, 1981 i 1983. Zdobył cztery medale mistrzostw Oceanii w latach 1977 - 1979. Mistrz Australii w latach 1977-1984.

## Letnie Igrzyska Olimpijskie 1980
| Konkurencja | Eliminacje                 | Klas. końcowa |
| Konkurencja | Przeciwnik I               | Miejsce       |
| ----------- | -------------------------- | ------------- |
| 86 kg       | Krzysztof Kurczyna (POL) P | 19.           |